# Hydra van Lerna
In de Griekse mythologie is de Hydra van Lerna (Oudgrieks: Λερναία  Ὕδρα) een veelkoppig, slang- of draakachtig chtonisch monster dat huisde in het meer van Lerna, in Argolis. Herakles (of Hercules) versloeg deze dochter van Echidna en Typhon met de hulp van zijn neef Iolaos als een van zijn twaalf werken. Het verslaan van de Hydra werd nog bemoeilijkt doordat Hera een grote krab gestuurd had om de Hydra te helpen. Deze krab werd eerst door Herakles gedood en werd later door Hera meegenomen en als het sterrenbeeld Kreeft aan de hemel geplaatst.
Wat betreft het verslaan van de Hydra van Lerna, was Iolaos' hulp nodig, omdat iedere afgehouwen kop van haar telkens dubbel teruggroeide. Iolaos schroeide de nekken van de door Herakles afgehakte koppen onmiddellijk dicht om dit te voorkomen. Alleen de laatste kop van het beest was onsterfelijk. Herakles hakte de laatste kop af en begroef deze langs de weg. Voor de zekerheid plaatste hij een grote steen boven op het graf. Toen hij de Hydra had verslagen doopte hij zijn pijlen in het giftige bloed van de Hydra. Ook de adem van het beest was dodelijk.

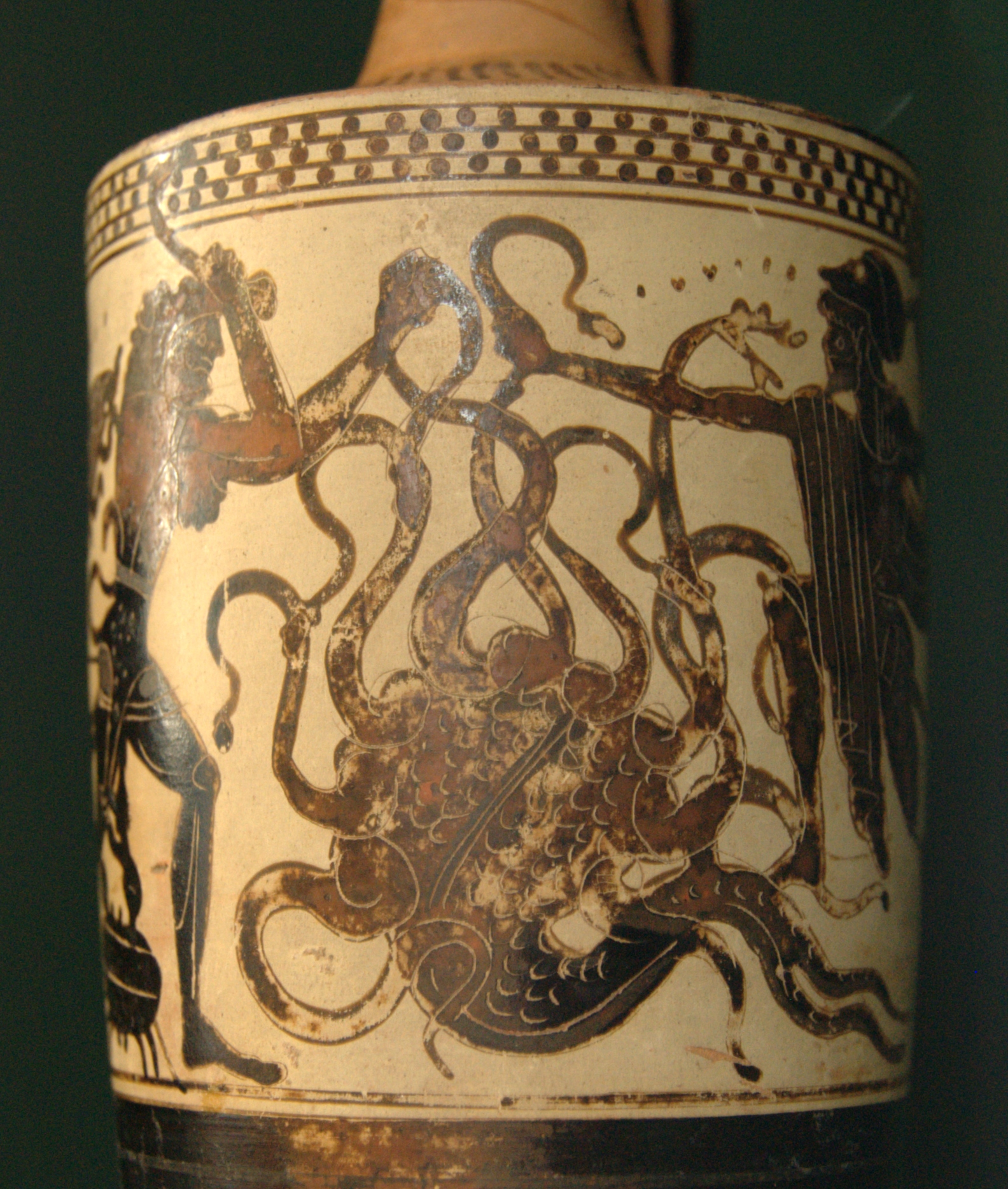
Herakles, Iolaos en de Hydra van Lerna op een zwartfigurige lekythos, ca. 500-475 v.Chr.
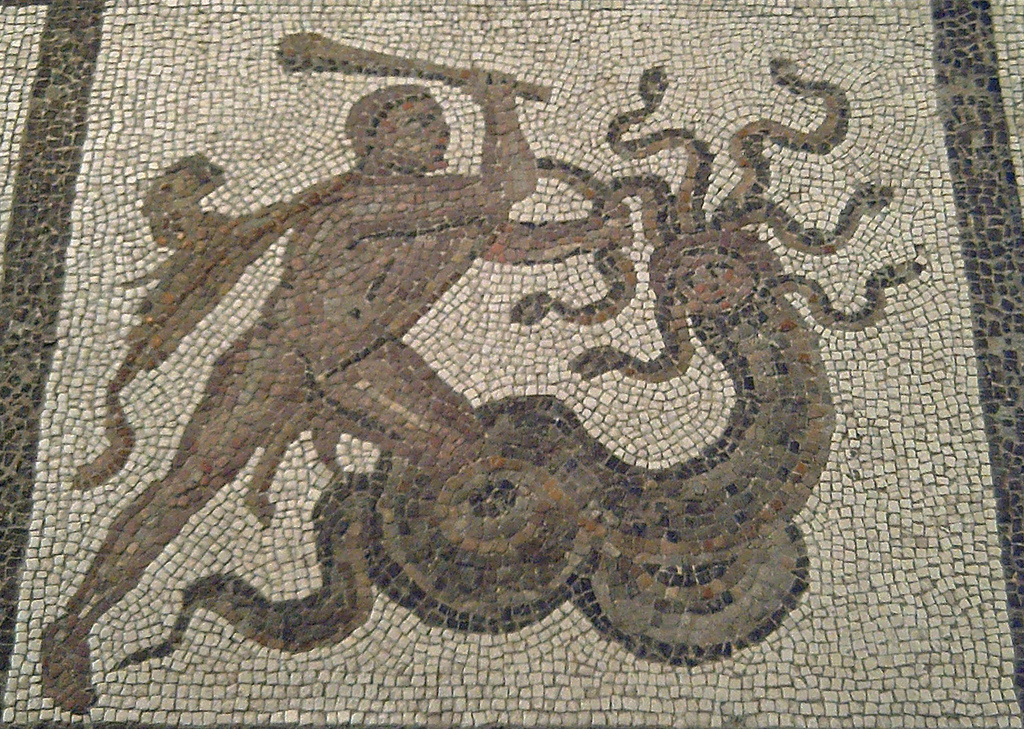
Romeins mozaïek met Herakles en de Hydra
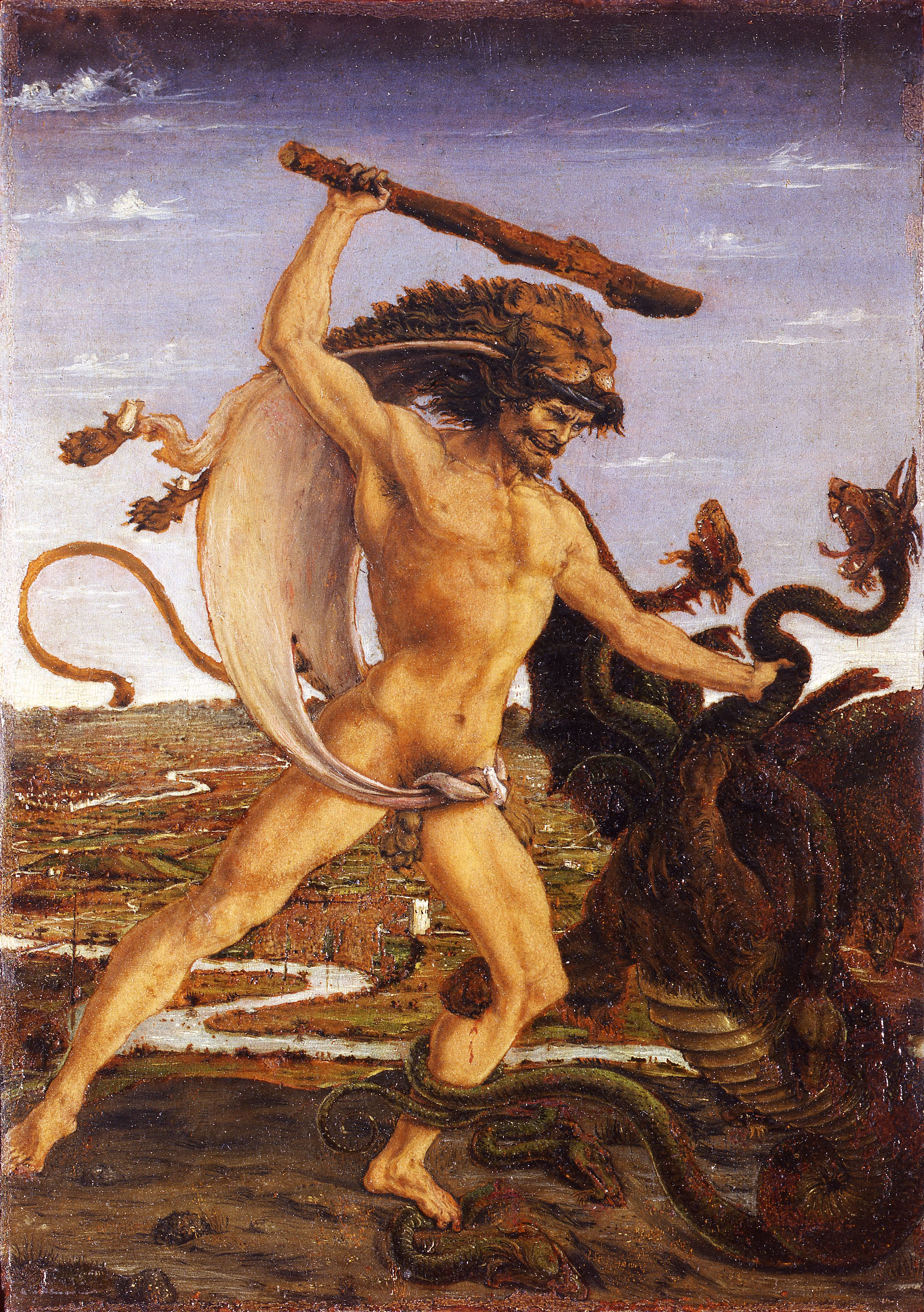
Antonio del Pollaiolo, Herakles en de Hydra

Nemeïsche leeuw · 
Hydra van Lerna · 
Hinde van Keryneia · 
Erymanthisch zwijn · 
Stallen van Augias · 
Stymphalische vogels · 
Stier van Kreta · 
Vleesetende paarden van Diomedes · 
Gordel van Hippolyte · 
Kudde van Geryones · 
Gouden appels van de Hesperiden · 
Kerberos